# Dusona juventas
Dusona juventas là một loài tò vò trong họ Ichneumonidae.